# محمد بن أحمد الخضري
أبو عبد الله محمد بن أحمد المروزي الخِضْري (ت 373هـ تقريباً)، من كبار أئمة المذهب الشافعي المتقدمين، ومن أصحاب الوجوه المجتهدين. والخِضري نسبة إلى بعض أجداده، واسمه الخِضر، وهذا عند من يكسر الخاء ويسكن الصاد، وأما من يفتح الخاء ويكسر الضاد فالنسبة إليه خَضَري بفتح الضاد.
تفقه على أبي بكر القفال الشاشي، وكان من أقران الإمام أبي زيد المروزي. وتفقه عليه القفال الصغير المروزي عبد الله بن أحمد على ما يظهر، إذ كان يُكثر من القول: سألتُ الخِضري، كما تفقه عليه جماعة آخرون كأبي علي الدقاق، وحكيم بن محمد الديموني، وغيرهما.
أقام بمرو، ونشر المذهب الشافعي بها، فكان إمامها ومتقدم الشافعية فيها. وكان يضرب به المثل في قوة الحفظ وقلة النسيان، وكان صاحب مال وثروة، وله في المذهب وجوه غريبة نقلها الخراسانيون عنه.
تكرر ذكر الخضري في كتب المذهب الشافعي كالمهذب والروضة وغيرهما.

## وفاته
توفي الخضري في عشر الثمانين والثلاثمائة، كما قال ابن خلكان. وذكره ابن العماد في الشذرات في وفيات سنة ثلاث وسبعين وثلاثمائة (373هـ).